# Schaakbordwormhagedis
De schaakbordwormhagedis (Trogonophis wiegmanni) is een wormhagedis uit de familie puntstaartwormhagedissen (Trogonophidae).

## Naam en indeling
De schaakbordwormhagedis werd voor het eerst wetenschappelijk beschreven door Johann Jakob Kaup in 1830. Het is de enige soort uit het monotypische geslacht Trogonophis. De oorspronkelijke naam was al Trogonophis wiegmanni, later is de soort per ongeluk beschreven als Trogonophis weigmanni. Deze naam wordt wel in sommige literatuur gebruikt.
De soortaanduiding wiegmanni is een eerbetoon aan de Duitse zoöloog Friedrich August Wiegmann (1802-1841).

### Ondersoorten
De soort wordt verdeeld in twee ondersoorten die onderstaand zijn weergegeven, met de auteur en het verspreidingsgebied.
| Naam                          | Auteur        | Verspreidingsgebied                 |
| ----------------------------- | ------------- | ----------------------------------- |
| Trogonophis wiegmanni elegans | Gervais, 1835 | Marokko                             |
| Trogonophis wiegmanni         | Kaup, 1830    | De rest van het verspreidingsgebied |

## Uiterlijke kenmerken
De schaakbordwormhagedis bereikt een totale lichaamslengte tot ongeveer 24 centimeter. De hagedis dankt zijn Nederlandstalige naam aan de lichtbruine basiskleur met donkere tot zwarte, vierkante vlekken aan de bovenzijde, wat een schaakbordpatroon geeft.De voorzijde van de kop is zwart van kleur.

## Levenswijze
De wormhagedis is eierlevendbarend en brengt levende jongen ter wereld, er worden dus geen eieren afgezet. Het is een van de weinige soorten wormhagedissen die regelmatig bovengronds komt om voedsel te zoeken.

## Verspreiding en leefgebied
De soort komt voor in delen van Noord-Afrika en leeft in de landen Algerije, Marokko en Tunesië. De habitat bestaat uit bossen, scrublands en graslanden. Ook in agrarische gebieden en weilanden wordt de hagedis gevonden. De soort is aangetroffen van zeeniveau tot op een hoogte van ongeveer 1900 meter boven zeeniveau.

## Beschermingsstatus
Door de internationale natuurbeschermingsorganisatie IUCN is de beschermingsstatus 'veilig' toegewezen (Least Concern of LC).